# Scania Truck Driving Simulator
Scania Truck Driving Simulator - The Game est un jeu de simulation de camion développé par SCS Software pour Windows et macOS. Il a été publié en tant que produit promotionnel pour Euro Truck Simulator 2, publié le 8 juin 2012.

## Gameplay
Le jeu permet aux joueurs de conduire un camion lourd de la gamme Scania PRT sous cinq modes de jeu différents.

- Permis de conduire : Il propose divers essais de conduite tels que le stationnement et les manœuvres avec une remorque standard, ce qui permet aux joueurs d'améliorer leurs compétences de base en matière de conduite de camion.

- Compétition de chauffeurs : Il simulait fortement le championnat d'Europe des jeunes conducteurs de camions Scania, où les joueurs peuvent participer virtuellement à la compétition par niveaux.

- Conduites dangereuses : Il propose plusieurs scénarios pour tester les capacités des joueurs à conduire un camion, allant de la conduite à travers les falaises à la marche arrière sans parking avec une remorque.

- Conduite libre : Il offre aux joueurs deux cartes de grande taille - l'une est le terrain d'essai Scania de Södertälje, l'autre est une ville européenne fictive - les deux permettant aux joueurs de profiter de trajets de livraison similaires à Euro Truck Simulator 2. Le mode Test de réaction temporelle est conçu pour tester les réactions des joueurs en cas d'urgence dans quatre scénarios différents. Le jeu contient également plusieurs clips vidéo et photos présentant le succès de Scania dans toutes sortes de domaines.

## Développement et publication
Le jeu a été révélé en avril 2012 via le blog du développeur de jeux SCS Software. Le jeu a été développé avec leur moteur de jeu interne Prism3D et détient la licence officielle du championnat "Scania Young European Truck Driver", permettant aux joueurs de conduire un camion lourd de la gamme Scania PRT très détaillé. Il a été publié en Europe par Excalibur Publishing le 8 juin 2012, puis disponible sur Steam.